# Ateleute capitalis
Ateleute capitalis är en stekelart som först beskrevs av André Seyrig 1952.  Ateleute capitalis ingår i släktet Ateleute och familjen brokparasitsteklar. Inga underarter finns listade.